# International Gold Cup 1966
L'International Gold Cup 1966 (XIII International Gold Cup), est une course de Formule 1 hors-championnat disputée sur le tracé d'Oulton Park le 17 septembre 1966.

## Grille de départ
| 1re ligne | Pos. 1                               |                          | Pos. 2                           |                                        | Pos. 3                               |
|           | Brabham -Repco 1 min 34 s 2          |                          | Hulme Brabham-Repco 1 min 34 s 8 |                                        | Stewart BRM 1 min 35 s 3             |
| '2e ligne |                                      | Pos. 4                   |                                  | Pos. 5                                 |                                      |
|           |                                      | G. Hill BRM 1 min 35 s 6 |                                  | Clark Lotus-Climax 1 min 37 s 0        |                                      |
| 3e ligne  | Pos. 6                               |                          | Pos. 7                           |                                        | Pos. 8                               |
|           | Anderson Brabham-Climax 1 min 37 s 0 |                          | Spence Lotus-BRM 1 min 37 s 2    |                                        | Lawrence Cooper-Ferrari 1 min 39 s 0 |
| 4e ligne  |                                      | Pos. 9                   |                                  | Pos. 10                                |                                      |
|           |                                      | Ireland BRM 1 min 39 s 0 |                                  | Campbell-Jones BRP-Climax 1 min 45 s 4 |                                      |

Qualifié en 5e position, Peter Arundell confie sa monoplace à Jim Clark, qui lui, a réalisé le même temps que Jackie Stewart. Clark s'élance donc de la place acquise par Arundell.

## Classement de la course
| Pos. | no | Pilote              | Écurie         | Tours | Temps/Abandon                  | Grille |
| ---- | -- | ------------------- | -------------- | ----- | ------------------------------ | ------ |
| 1    | 3  | Jack Brabham        | Brabham-Repco  | 40    | 1 h 6 min 14 s 2 (161,01 km/h) | 1      |
| 2    | 4  | Denny Hulme         | Brabham-Repco  | 40    | + 0 s 0                        | 2      |
| 3    | 2  | Jim Clark           | Lotus-Climax   | 40    | + 25 s 2                       | 5      |
| 4    | 15 | Innes Ireland       | BRM            | 40    | + 1 min 44 s 6                 | 9      |
| 5    | 10 | Chris Lawrence      | Cooper-Ferrari | 38    | + 2 tours                      | 8      |
| Abd. | 16 | Graham Hill         | BRM            | 23    | Arbre à cames                  | 4      |
| Abd. | 11 | Mike Spence         | Lotus-BRM      | 23    | Moteur                         | 7      |
| Abd. | 5  | Bob Anderson        | Brabham-Climax | 23    | Moteur                         | 6      |
| Abd. | 8  | Jackie Stewart      | BRM            | 11    | Surchauffe                     | 3      |
| Abd. | 9  | John Campbell-Jones | BRP-Climax     | 4     | Fuite d'huile                  | 10     |
| Np.  | 2  | Peter Arundell      | Lotus-Climax   |       | Voiture conduite par Clark     | (5)    |
| Np.  | 1  | Jim Clark           | Lotus-BRM      |       | Moteur bloqué                  | (3)    |

Légende:
- Abd.= Abandon - Np.=Non partant

## Pole position et record du tour
- Pole position :  Jack Brabham (Brabham-Repco) en 1 min 34 s 2.
- Meilleur tour en course :  Jack Brabham (Brabham-Repco) et  Denny Hulme (Brabham-Repco) en 1 min 36 s 6 (165,60 km/h).